# Opper-Lausitzs voetbalkampioenschap 1929/30 (Midden-Duitsland)
In 1929/30 werd het dertiende Opper-Lausitzs voetbalkampioenschap gespeeld, dat georganiseerd werd door de Midden-Duitse voetbalbond. Zittauer BC werd kampioen en plaatste zich voor de Midden-Duitse eindronde. De club verloor meteen van SV Sturm 04 Chemnitz.
SC 1911 Großröhrsdorf nam dit seizoen niet deel aan de competitie hoewel het vorig jaar niet op een degradatieplaats eindigde. 

## Gauliga
| Plaats | Club                          | Wed. | W  | G | V  | Saldo | Ptn.  |
| ------ | ----------------------------- | ---- | -- | - | -- | ----- | ----- |
| 1.     | Zittauer BC                   | 16   | 13 | 1 | 2  | 74:24 | 27:5  |
| 2.     | BC Sportlust Zittau           | 16   | 11 | 2 | 3  | 58:36 | 24:10 |
| 3.     | BV 1919 Sportlust Neugersdorf | 16   | 10 | 2 | 4  | 72:49 | 22:10 |
| 4.     | SV 1904 Budissa Bautzen       | 16   | 6  | 4 | 6  | 44:37 | 16:16 |
| 5.     | SpVgg 1908 Bautzen            | 16   | 6  | 2 | 8  | 41:47 | 14:18 |
| 6.     | SV Löbau 1911                 | 16   | 5  | 1 | 10 | 28:42 | 11:21 |
| 7.     | BC Reichenau                  | 16   | 4  | 2 | 10 | 34:64 | 10:22 |
| 8.     | Bischofswerdaer SV 08         | 16   | 4  | 2 | 10 | 41:74 | 10:22 |
| 9.     | BC Ostritz                    | 16   | 3  | 4 | 9  | 44:63 | 10:22 |

|  | Kampioen, geplaatst voor Midden-Duitse eindronde |
|  | Degradatie                                       |